# Julius Lenzberg
Julius Lenzberg était un compositeur américain d'origine allemande, de ragtime et jazz. Né en 1878 à Baltimore, il enregistra un grand nombre de morceaux de jazz avec orchestre entre 1919 et 1922. Lenzberg fit publier aussi beaucoup de musique ragtime, comme son Hungarian Rag de 1913 ou encore Colonial Rag en 1914. Il est mort en 1956, à 78 ans à New York.

## Liste des compositions
- 1894 : Clifton - SchottischeColonial Rag (1914)
- 1894 : Bell's Academy - March
- 1898 : Gallant Commodore

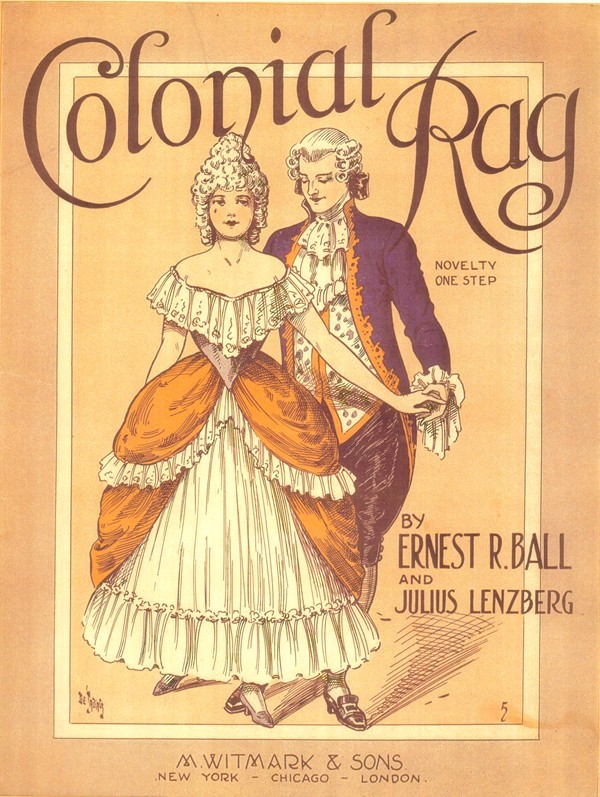
Colonial Rag (1914)

- 1899 : Bon Nuit (Good Night) - March
- 1902 : The Reindeer
- 1904 : My Own Plantation Home Among the Pines
- 1904 : I'll Be Happy When I'm Thinking of You [avec C.E. Smith]
- 1907 : Little Diamond - Schottische
- 1907 : Little Pearl - Waltz
- 1907 : Little Ruby - March
- 1907 : Little Emerald - Polka
- 1907 : Little Onyx - Gavotte
- 1907 : Little Sapphire - Reverie
- 1911 : Haunting Rag
- 1911 : That Madrid Rag
- 1913 : Hungarian Rag
- 1913 : March of the Nations
- 1913 : Some Baby
- 1914 : Operatic Rag
- 1914 : Colonial Rag - Novelty One Step [avec Ernest R. Ball]
- 1915 : Merry Whirl
- 1915  : Cup Hunters
- 1916 : Valse Inspiration
- 1917 : Rag-a-Minor
- 1919 : Moonlight on the Nile [avec Gus Kahn & Bud G. DeSylva]
- 1919 : Razzle Dazzle
- 1923 : American Ideal - March